# Cao Văn Chấn
Cao Văn Chấn (1929 – 8 tháng 10 năm 2018) là một sĩ quan cao cấp của Quân đội nhân dân Việt Nam, hàm Thiếu tướng, nguyên Chủ nhiệm Chính trị Quân khu Thủ đô (nay là Bộ Tư lệnh Thủ đô Hà Nội).

## Cuộc đời
Cao Văn Chấn sinh năm 1929 tại xã Thanh Bình, huyện Thanh Hà, tỉnh Hải Dương. Tháng 1 năm 1947, ông tham gia Đoàn thanh niên rồi vào dân quân du kích tại địa phương. Đến tháng 10 cùng năm thì ông chính thức nhập ngũ và phụ trách văn phòng Liên chi tỉnh đội Hải Dương. Sau khi được cử đi học chính trị viên đại đội tại Trường Quân chính Lê Lợi vào tháng 8 năm 1949, ông trở thành phái viên, trợ lý Văn phòng Cục Chính trị vào tháng 1 năm 1950. Từ năm 1950 đến 1954, ông nhiều lần đảm nhiệm chức vụ Chính trị viên, Trưởng tiểu ban Tuyên huấn và Tổ chức tại nhiều đơn vị khác nhau.
Tháng 6 năm 1956, ông là Phái viên Cục Cán bộ, Trợ lý Tổng cục Cán bộ thuộc Bộ Quốc phòng. Sau một thời gian ngắn đảm nhiệm Chủ nhiệm Chính trị Trung đoàn 82, ông được cử đi học bổ túc tại Trường trung cao chính trị vào tháng 8 năm 1959. Đến tháng 10 năm 1960, ông được bổ nhiệm làm Phó chủ nhiệm Lữ đoàn Pháo binh 374. Từ năm 1961 đến 1969, ông đảm nhận chức vụ Chính ủy của nhiều đơn vị khác nhau như Trung đoàn 82 (nay là Trung đoàn 675) thuộc Bộ Tư lệnh Pháo Binh, Trung đoàn Tên lửa Phòng không 263 và 236, Sư đoàn Phòng không 361 và 365 thuộc Quân chủng Phòng không – Không quân.
Đến tháng 8 năm 1976, ông được cử giữ chức vụ Chính ủy Sư đoàn Phòng không 367. Sau khi hoàn thành việc học tại Học viện Quân sự Cấp cao, ông được bổ nhiệm làm Phó Chủ nhiệm Chính trị Quân khu Thủ đô từ tháng 12 năm 1979. Đến tháng 10 năm 1987, ông trở thành Chủ nhiệm Chính trị Quân khu Thủ đô kiêm Tổng Biên tập báo Chiến sĩ Thủ đô và đảm nhiệm chức vụ này cho đến khi về hưu vào ngày 1 tháng 7 năm 1995. Ông qua đời vào ngày 8 tháng 10 năm 2018 tại Bệnh viện Trung ương Quân đội 108, thọ 89 tuổi.

## Khen thưởng
- Huân chương Quân công hạng Nhì;
- Huân chương Chiến thắng hạng Nhì;
- Huân chương Kháng chiến chống Mỹ, cứu nước hạng Nhất;
- Huân chương Chiến công hạng Nhất, Ba;
- Huân chương Chiến sĩ vẻ vang hạng Nhất, Nhì, Ba;
- Huy chương Quân kỳ Quyết thắng.